# كلاوس بندر
كلاوس بندر (بالألمانية: Klaus W. Bender)‏ هو كاتب غير روائي وصحفي ألماني، ولد في 1938 في دارمشتات في ألمانيا.